# 2022-es labdarúgó-világbajnokság-selejtező (UEFA – G csoport)
A 2022-es labdarúgó-világbajnokság európai selejtező, G csoportjának eredményeit tartalmazó lapja. A csoportban a csapatok körmérkőzéses, oda-visszavágós rendszerben játszottak egymással. A csoport győztese kijutott a világbajnokságra, a csoport második helyezettje pótselejtezőn vett részt.
A csoportban Hollandia, Törökország, Norvégia, Montenegró, Lettország és Gibraltár szerepelt.

## Tabella
| Hely. | Csapat      | M  | Gy | D | V  | G+ | G– | Gk  | P  | Továbbjutás                         |     | Hollandia | Törökország | Norvégia | Montenegró | Lettország | Gibraltár (brit tengerentúli terület) |
| ----- | ----------- | -- | -- | - | -- | -- | -- | --- | -- | ----------------------------------- | --- | --------- | ----------- | -------- | ---------- | ---------- | ------------------------------------- |
| 1.    | Hollandia   | 10 | 7  | 2 | 1  | 33 | 8  | +25 | 23 | Kijutott a 2022-es világbajnokságra |     | —         | 6–1         | 2–0      | 4–0        | 2–0        | 6–0                                   |
| 2.    | Törökország | 10 | 6  | 3 | 1  | 27 | 16 | +11 | 21 | Pótselejtezőn vett részt.           |     | 4–2       | —           | 1–1      | 2–2        | 3–3        | 6–0                                   |
| 3.    | Norvégia    | 10 | 5  | 3 | 2  | 15 | 8  | +7  | 18 |                                     |     | 1–1       | 0–3         | —        | 2–0        | 0–0        | 5–1                                   |
| 4.    | Montenegró  | 10 | 3  | 3 | 4  | 14 | 15 | −1  | 12 |                                     | 2–2 | 1–2       | 0–1         | —        | 0–0        | 4–1        |                                       |
| 5.    | Lettország  | 10 | 2  | 3 | 5  | 11 | 14 | −3  | 9  |                                     | 0–1 | 1–2       | 0–2         | 1–2      | —          | 3–1        |                                       |
| 6.    | Gibraltár   | 10 | 0  | 0 | 10 | 4  | 43 | −39 | 0  |                                     | 0–7 | 0–3       | 0–3         | 0–3      | 1–3        | —          |                                       |

## Mérkőzések
A menetrendet az UEFA a sorsolást követő napon, 2020. december 8-án tette közzé.
Az időpontok közép-európai idő szerint, zárójelben helyi idő szerint értendők.
| 2021. március 24. 20:45 |

| Gibraltár | 0–3               | Norvégia                                |
| --------- | ----------------- | --------------------------------------- |
|           | (0–2) Jegyzőkönyv | Sørloth 43' Thorstvedt 45' Svensson 57' |

| Victoria Stadion, Gibraltár Nézőszám: 0 Játékvezető: Duje Strukan (horvát) |

| 2021. március 24. 20:45 (21:45 UTC+2) |

| Lettország    | 1–2               | Montenegró      |
| ------------- | ----------------- | --------------- |
| Ikaunieks 40' | (1–1) Jegyzőkönyv | Jovetić 41' 83' |

| Skonto stadion, Riga Nézőszám: 0 Játékvezető: Alain Durieux (luxemburgi) |

| 2021. március 24. 20:45 (22:45 UTC+3) |

| Törökország                                  | 4–2               | Hollandia                   |
| -------------------------------------------- | ----------------- | --------------------------- |
| Yılmaz 15' 34' (11-esből) 81' Çalhanoğlu 46' | (2–0) Jegyzőkönyv | Klaassen 75' L. de Jong 77' |

| Atatürk Olimpiai Stadion, Isztambul Nézőszám: 0 Játékvezető: Michael Oliver (angol) |

| 2021. március 27. 15:00 |

| Montenegró                                      | 4–1               | Gibraltár             |
| ----------------------------------------------- | ----------------- | --------------------- |
| Bećiraj 25' Simić 43' Tomašević 53' Jovetić 80' | (2–1) Jegyzőkönyv | Styche 30' (11-esből) |

| Podgoricai városi stadion, Podgorica Nézőszám: 0 Játékvezető: Manuel Schüttengruber (osztrák) |

| 2021. március 27. 18:00 |

| Norvégia       | 0–3               | Törökország              |
| -------------- | ----------------- | ------------------------ |
| Thorstvedt 79′ | (0–2) Jegyzőkönyv | Tufan 4' 59' Söyüncü 28' |

| Estadio La Rosaleda, Málaga (Spanyolország) Nézőszám: 0 Játékvezető: Alejandro Hernández (spanyol) |

| 2021. március 27. 20:45 |

| Hollandia                   | 2–0               | Lettország |
| --------------------------- | ----------------- | ---------- |
| Berghuis 32' L. de Jong 69' | (1–0) Jegyzőkönyv |            |

| Johan Cruijff Arena, Amszterdam Nézőszám: 0 Játékvezető: Stéphanie Frappart (francia) |

| 2021. március 30. 20:45 |

| Gibraltár | 0–7               | Hollandia                                                                         |
| --------- | ----------------- | --------------------------------------------------------------------------------- |
|           | (0–1) Jegyzőkönyv | Berghuis 42' L. de Jong 55' Depay 61' 88' Wijnaldum 62' Malen 64' Van de Beek 85' |

| Victoria Stadion, Gibraltár Játékvezető: João Pinheiro (portugál) |

| 2021. március 30. 20:45 |

| Montenegró | 0–1               | Norvégia    |
| ---------- | ----------------- | ----------- |
|            | (0–1) Jegyzőkönyv | Sørloth 35' |

| Podgoricai városi stadion, Podgorica Játékvezető: Anthony Taylor (angol) |

| 2021. március 30. 20:45 (21:45 UTC+3) |

| Törökország                                     | 3–3               | Lettország                                   |
| ----------------------------------------------- | ----------------- | -------------------------------------------- |
| Karaman 2' Çalhanoğlu 33' Yılmaz 52' (11-esből) | (2–1) Jegyzőkönyv | Savaļnieks 35' Uldriķis 58' D. Ikaunieks 79' |

| Atatürk Olimpiai Stadion, Isztambul Játékvezető: Daniel Stefański (lengyel) |

| 2021. szeptember 1. 20:45 (21:45 UTC+3) |

| Lettország                                 | 3–1               | Gibraltár              |
| ------------------------------------------ | ----------------- | ---------------------- |
| Gutkovskis 50' (11-esből) 85' Cigaņiks 89' | (0–0) Jegyzőkönyv | De Barr 71' (11-esből) |

| Daugava Stadion, Riga Játékvezető: Pavel Orel (cseh) |

| 2021. szeptember 1. 20:45 |

| Norvégia    | 1–1               | Hollandia    |
| ----------- | ----------------- | ------------ |
| Haaland 20' | (1–1) Jegyzőkönyv | Klaassen 37' |

| Ullevaal Stadion, Oslo Játékvezető: Szymon Marciniak (lengyel) |

| 2021. szeptember 1. 20:45 (21:45 UTC+3) |

| Törökország         | 2–2               | Montenegró                  |
| ------------------- | ----------------- | --------------------------- |
| Ünder 9' Yazıcı 31' | (2–1) Jegyzőkönyv | Marušić 40' Radunović 90+7' |

| Vodafone Park, Isztambul Játékvezető: Benoît Bastien (francia) |

| 2021. szeptember 4. 18:00 (19:00 UTC+3) |

| Lettország | 0–2               | Norvégia                               |
| ---------- | ----------------- | -------------------------------------- |
|            | (0–1) Jegyzőkönyv | Haaland 20' (11-esből) Elyounoussi 66' |

| Daugava Stadion, Riga Játékvezető: David Fuxman (izraeli) |

| 2021. szeptember 4. 20:45 |

| Gibraltár | 0–3               | Törökország                               |
| --------- | ----------------- | ----------------------------------------- |
|           | (0–0) Jegyzőkönyv | Dervişoğlu 54' Çalhanoğlu 65' Karaman 83' |

| Victoria Stadion, Gibraltár Játékvezető: Kristo Tohver (észt) |

| 2021. szeptember 4. 20:45 |

| Hollandia                                        | 4–0               | Montenegró |
| ------------------------------------------------ | ----------------- | ---------- |
| Depay 38' (11-esből) 62' Wijnaldum 70' Gakpo 76' | (1–0) Jegyzőkönyv |            |

| Philips Stadion, Eindhoven Játékvezető: Jesús Gil Manzano (spanyol) |

| 2021. szeptember 7. 20:45 |

| Montenegró | 0–0         | Lettország |
| ---------- | ----------- | ---------- |
|            | Jegyzőkönyv |            |

| Podgoricai városi stadion, Podgorica Játékvezető: Harm Osmers (német) |

| 2021. szeptember 7. 20:45 |

| Hollandia                                                  | 6–1               | Törökország |
| ---------------------------------------------------------- | ----------------- | ----------- |
| Klaassen 1' Depay 16' 38' (11-esből) 54' Til 80' Malen 90' | (3–0) Jegyzőkönyv | Ünder 90+2' |

| Johan Cruijff Arena, Amszterdam Játékvezető: Daniele Orsato (olasz) |

| 2021. szeptember 7. 20:45 |

| Norvégia                                         | 5–1               | Gibraltár  |
| ------------------------------------------------ | ----------------- | ---------- |
| Thorstvedt 23' Haaland 27' 39' 90+1' Sørloth 59' | (3–1) Jegyzőkönyv | Styche 43' |

| Ullevaal Stadion, Oslo Játékvezető: Nikolas Neokleous (ciprusi) |

| 2021. október 8. 20:45 |

| Gibraltár | 0–3               | Montenegró                            |
| --------- | ----------------- | ------------------------------------- |
|           | (0–2) Jegyzőkönyv | Marušić 7' Bećiraj 44' (11-esből) 68' |

| Victoria Stadion, Gibraltár Játékvezető: Filip Glova (szlovák) |

| 2021. október 8. 20:45 (21:45 UTC+3) |

| Lettország | 0–1               | Hollandia    |
| ---------- | ----------------- | ------------ |
|            | (0–1) Jegyzőkönyv | Klaassen 19' |

| Daugava Stadion, Riga Játékvezető: Andrew Madley (angol) |

| 2021. október 8. 20:45 (21:45 UTC+3) |

| Törökország   | 1–1               | Norvégia       |
| ------------- | ----------------- | -------------- |
| Aktürkoğlu 6' | (1–1) Jegyzőkönyv | Thorstvedt 41' |

| Şükrü Saracoğlu Stadion, Isztambul Játékvezető: Felix Brych (német) |

| 2021. október 11. 20:45 (21:45 UTC+3) |

| Lettország          | 1–2               | Törökország                        |
| ------------------- | ----------------- | ---------------------------------- |
| Demiral 70' (öngól) | (0–0) Jegyzőkönyv | Dursun 76' Yılmaz 90+9' (11-esből) |

| Daugava Stadion, Riga Játékvezető: Andreas Ekberg (svéd) |

| 2021. október 11. 20:45 |

| Hollandia                                                                 | 6–0               | Gibraltár |
| ------------------------------------------------------------------------- | ----------------- | --------- |
| Van Dijk 9' Depay 21' 45+3' (11-esből) Dumfries 48' Danjuma 75' Malen 86' | (3–0) Jegyzőkönyv |           |

| Feijenoord Stadion, Rotterdam Játékvezető: Vitalij Meskov (orosz) |

| 2021. október 11. 20:45 |

| Norvégia              | 2–0               | Montenegró |
| --------------------- | ----------------- | ---------- |
| Elyounoussi 29' 90+6' | (1–0) Jegyzőkönyv |            |

| Ullevaal Stadion, Oslo Játékvezető: Kovács István (román) |

| 2021. november 13. 18:00 |

| Norvégia | 0–0         | Lettország |
| -------- | ----------- | ---------- |
|          | Jegyzőkönyv |            |

| Ullevaal Stadion, Oslo Játékvezető: Lawrence Visser (belga) |

| 2021. november 13. 18:00 (20:00 UTC+3) |

| Törökország                                                         | 6–0               | Gibraltár |
| ------------------------------------------------------------------- | ----------------- | --------- |
| Aktürkoğlu 11' Dervişoğlu 38' 41' Demiral 65' Dursun 81' Müldür 84' | (3–0) Jegyzőkönyv |           |

| Başakşehir Fatih Terim Stadion, Isztambul Játékvezető: Serhiy Boyko (ukrán) |

| 2021. november 13. 20:45 |

| Montenegró               | 2–2               | Hollandia                |
| ------------------------ | ----------------- | ------------------------ |
| Vukotić 82' Vujnović 86' | (0–1) Jegyzőkönyv | Depay 25' (11-esből) 54' |

| Podgoricai városi stadion, Podgorica Játékvezető: Carlos del Cerro Grande (spanyol) |

| 2021. november 16. 20:45 |

| Gibraltár | 1–3               | Lettország                              |
| --------- | ----------------- | --------------------------------------- |
| Walker 7' | (1–1) Jegyzőkönyv | Gutkovskis 25' Uldriķis 55' Krollis 75' |

| Victoria Stadion, Gibraltár Játékvezető: Espen Eskås (norvég) |

| 2021. november 16. 20:45 |

| Montenegró | 1–2               | Törökország              |
| ---------- | ----------------- | ------------------------ |
| Bećiraj 4' | (1–1) Jegyzőkönyv | Aktürkoğlu 22' Kökçü 60' |

| Podgoricai városi stadion, Podgorica Játékvezető: Daniel Siebert (német) |

| 2021. november 16. 20:45 |

| Hollandia                | 2–0               | Norvégia |
| ------------------------ | ----------------- | -------- |
| Bergwijn 84' Depay 90+1' | (0–0) Jegyzőkönyv |          |

| Feijenoord Stadion, Rotterdam Játékvezető: Clément Turpin (francia) |